# Inúbia Paulista (ort)
Inúbia Paulista är en ort i Brasilien.   Den ligger i kommunen Inúbia Paulista och delstaten São Paulo, i den södra delen av landet, 700 km söder om huvudstaden Brasília. Inúbia Paulista ligger 470 meter över havet och antalet invånare är 3 630.
Terrängen runt Inúbia Paulista är huvudsakligen platt. Inúbia Paulista ligger uppe på en höjd. Närmaste större samhälle är Lucélia, 8,0 km nordväst om Inúbia Paulista.
Omgivningarna runt Inúbia Paulista är huvudsakligen savann. Runt Inúbia Paulista är det ganska glesbefolkat, med 47 invånare per kvadratkilometer.